# سالتوو-مایاکی

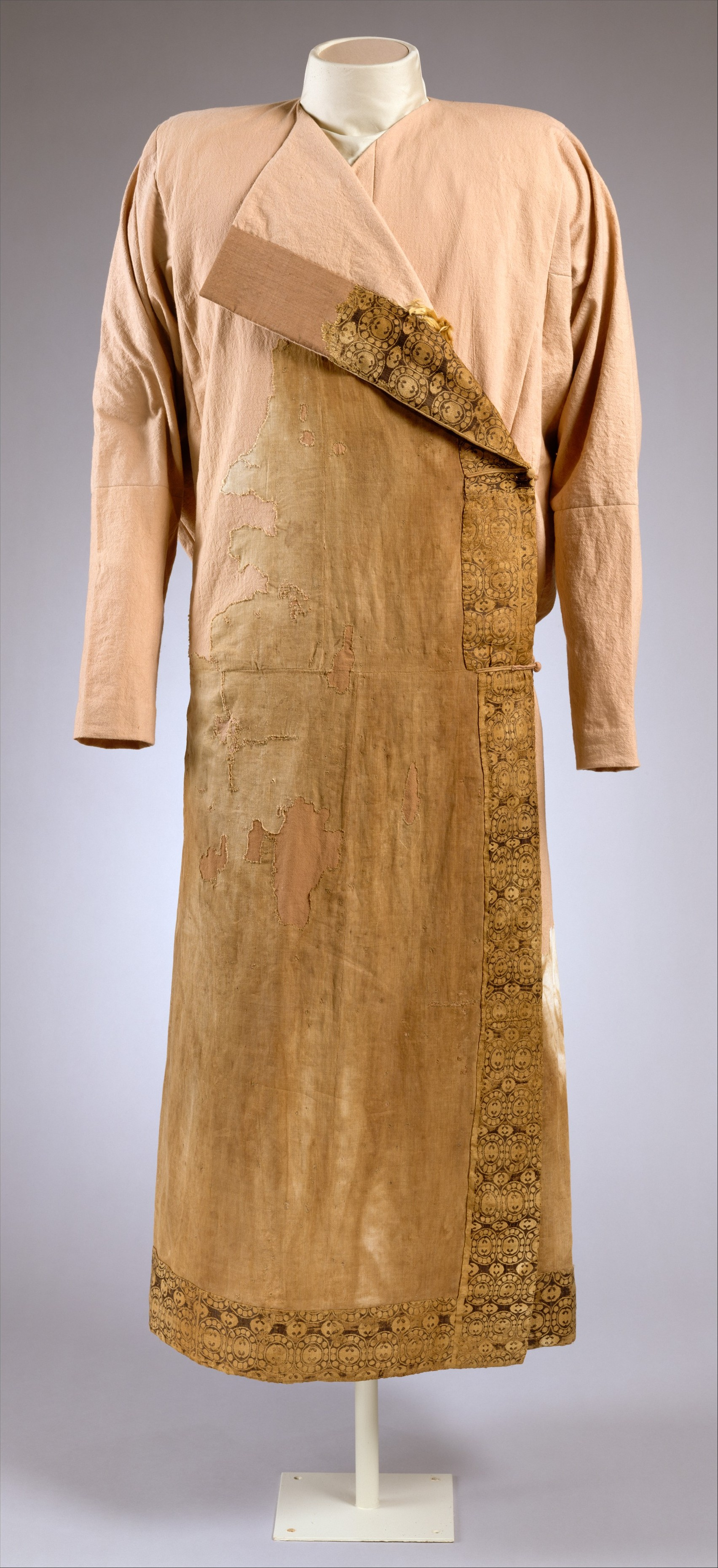
کافتان شمال غربی قفقاز، قرن ۸–۱۰، از منطقه آلانیا.

باستان‌شناسان لفظ سالتوو-مایاکی را به گستره فرهنگی‌ای می‌گویند که در قرون وسطی، بین سالهای ۷۰۰ تا ۹۵۰، در منطقه استپی دریای سیاه بین دو رود دن و دنیپر شکل یافته بود. این فرهنگ آمیخته‌ای بود از خزر، پچنگ، مجار، اقوام اسلاوی، الخ در سده نهم فرهنگ سالتوو-مایاکی در ارتباط تنگاتنگی با خاقانات خزر قرار داشت و در این زمان می‌توان رگه‌های تاثیرپذیری از خزرها را در این فرهنگ دید. مکان‌های شاخص این فرهنگ عبارتند از مایاکی در نزدیکی دن و ورخنی سالتیو در کنار دونتس. : ۳۰, ۳۷ 

## تاریخچه
نفوذ سالتوو-مایاکی در ناحیه فرهنگ وولینتسوو در شمال غربی قلمرو اصلی سالتوو-مایاکی قوی بود. در مورد اینکه چه قومیتی به این فرهنگ نسبت داده شود، اتفاق نظر وجود ندارد.

## خصوصیات
فرهنگ مادی سالتوو-مایاکی در میان قبایل مختلف «نسبتاً یکنواخت» بود.

## ژنتیک
یک مطالعه ژنتیکی که در ماه می ۲۰۱۸ در نیچر منتشر شد، سه مرد از فرهنگ سالتوو-مایاکی را که ح. ۷۰۰ میلادی الی ۹۰۰ میلادی در استان بلگورود روسیه دفن شده بودند، مورد بررسی قرار داد.  نمونه Y-DNA استخراج شده متعلق به هاپلوگروه R1 بود.  سه نمونه mtDNA استخراج شده متعلق به هاپلوگروه‌های I, J1b4 و U7a4 بودند. 